# فیروزآباد بالا
فیروز آباد بالا یک روستا در ایران است که در دهستان فرومد واقع شده‌است. این روستا تا دی ماه سال ۱۳۱۶ از توابع خراسان و سبزوار بوده و با نزدیک‌ترین مرکز شهرستان یعنی داورزن در استان خراسان رضوی ۳۷ کیلومتر فاصله دارد. مردم این روستا به زبان فارسی خراسانی با گویش سبزواری صحبت می‌کنند.فیروز آباد بالا ۱۰۳ نفر جمعیت دارد.